# بیدار شو (آلبوم)
بیدار شو (به انگلیسی: Wake Up) نخستین آلبوم استودیویی ژاپنی‌زبان و در مجموع دومین آلبوم استودیویی گروه پسرانهٔ کره‌ای بی‌تی‌اس است که در ۲۴ دسامبر ۲۰۱۴ منتشر شد. این آلبوم ۱۳ قطعه دارد که شامل نسخهٔ ژاپنی «خیال‌بافی دیگه بسه»، «پسر عاشق» و «خطر»، به‌همراه دو ترانهٔ ژاپنی «ستاره‌ها» و «بیدار شو» است. بیدار شو در رتبهٔ دوم جدول‌های اوریکون قرار گرفت.

## ترویج
بی‌تی‌اس جهت ترویج نخستین آلبوم استودیویی ژاپنی‌زبانش، نخستین تور کنسرت ژاپنی خود را با عنوان اولین تور ژاپن بی‌تی‌اس ۲۰۱۵ «بیدار شو: چشمانت را باز کن» آغاز کرد. گروه از ۱۰ تا ۱۹ فوریهٔ ۲۰۱۵ در حضور بیش از ۲۵٬۰۰۰ تماشاگر، اجراهایی را در توکیو، اوساکا، ناگویا و فوکوئوکا برگزار کرد.

### اجراها
| تاریخ         | شهر      | کشور | مکان                      | حاضرین |
| ------------- | -------- | ---- | ------------------------- | ------ |
| ۱۰ فوریهٔ ۲۰۱۵ | توکیو    | ژاپن | تالار رویداد ماکوهاری مسه | ۲۵٬۰۰۰ |
| ۱۱ فوریهٔ ۲۰۱۵ | توکیو    | ژاپن | تالار رویداد ماکوهاری مسه | ۲۵٬۰۰۰ |
| ۱۳ فوریهٔ ۲۰۱۵ | اوساکا   | ژاپن | تالار فستیوال             | ۲۵٬۰۰۰ |
| ۱۴ فوریهٔ ۲۰۱۵ | اوساکا   | ژاپن | تالار فستیوال             | ۲۵٬۰۰۰ |
| ۱۷ فوریهٔ ۲۰۱۵ | ناگویا   | ژاپن | زپ ناگویا                 | ۲۵٬۰۰۰ |
| ۱۹ فوریهٔ ۲۰۱۵ | فوکوئوکا | ژاپن | زپ فوکوئوکا               | ۲۵٬۰۰۰ |

## عملکرد تجاری
بیدار شو در جدول روزانهٔ آلبوهای اوریکون دوم و در جدول هفتگی اوریکون سوم شد. حداقل ۲۸٬۰۰۰ کپی از این آلبوم به فروش رسید.

## فهرست قطعات
مشخصات برگرفته از یادداشت‌های آلبوم فیزیکی است.

### اصلی
| نوع ای، نوع بی و سی‌دی نرمال | نوع ای، نوع بی و سی‌دی نرمال       | نوع ای، نوع بی و سی‌دی نرمال                             | نوع ای، نوع بی و سی‌دی نرمال | نوع ای، نوع بی و سی‌دی نرمال |
| شماره                       | نام                               | نویسنده(ها)                                             | تهیه‌کننده                   | مدت                         |
| --------------------------- | --------------------------------- | ------------------------------------------------------- | --------------------------- | --------------------------- |
| ۱.                          | «مقدمه»                           | شینگو سوزوکی                                            | شینگو سوزوکی                | ۱:۱۵                        |
| ۲.                          | «ستاره‌ها»                         | کی‌ام-مارکیت رپ مانستر شوگا جی-هوپ پی‌داگ                 | کی‌ام-مارکیت                 | ۴:۱۶                        |
| ۳.                          | «بپر» (نسخهٔ ژاپنی)                | شوگا پی‌داگ سوپریم بوی رپ مانستر جی-هوپ                  | شوگا پی‌داگ سوپریم بوی       | ۳:۵۶                        |
| ۴.                          | «خطر» (نسخهٔ ژاپنی)                | پی‌داگ تن بویی رپ مانستر شوگا جی-هوپ کی‌ام-مارکیت         | پی‌داگ                       | ۴:۰۵                        |
| ۵.                          | «پسر عاشق» (نسخهٔ ژاپنی)           | پی‌داگ «هیت‌من» بنگ رپ مانستر شوگا سوپریم بوی کی‌ام-مارکیت | پی‌داگ                       | ۳:۵۰                        |
| ۶.                          | «فقط یک روز» (نسخهٔ ژاپنی طولانی)  | پی‌داگ رپ مانستر شوگا جی-هوپ                             | پی‌داگ                       | ۵:۳۴                        |
| ۷.                          | «دوستش دارم!»                     | اسلو ربیت رپ مانستر شوگا جی-هوپ                         | اسلو ربیت                   | ۳:۵۱                        |
| ۸.                          | «دوستش دارم! قسمت ۲ ~در آن مکان~» | اسلو ربیت رپ مانستر شوگا جی-هوپ                         | اسلو ربیت پی‌داگ             | ۳:۵۵                        |
| ۹.                          | «خیال‌بافی دیگه بسه» (نسخهٔ ژاپنی)  | پی‌داگ «هیت‌من» بنگ رپ مانستر شوگا جی-هوپ سوپریم بوی      | پی‌داگ                       | ۳:۴۲                        |
| ۱۰.                         | «حمله به بنگتن»                   | پی‌داگ رپ مانستر شوگا جی-هوپ                             | پی‌داگ                       | ۴:۰۷                        |
| ۱۱.                         | «ان.او» (نسخهٔ ژاپنی)              | پی‌داگ «هیت‌من» بنگ رپ مانستر شوگا سوپریم بوی             | پی‌داگ                       | ۳:۳۰                        |
| ۱۲.                         | «بیدار شو»                        | سوئینگ-او رپ مانستر شوگا جی-هوپ کی‌ام-مارکیت             | سوئینگ-او                   | ۵:۵۲                        |
| ۱۳.                         | «خاتمه»                           | شینگو سوزوکی رپ مانستر                                  | شینگو سوزوکی                | ۱:۳۶                        |
| مجموع مدت:                  | مجموع مدت:                        | مجموع مدت:                                              | مجموع مدت:                  | ۵۱:۴۴                       |

### نسخهٔ محدود نوع ای
| دی‌وی‌دی بیدار شو | دی‌وی‌دی بیدار شو                                   | دی‌وی‌دی بیدار شو |
| شماره           | نام                                               | مدت             |
| --------------- | ------------------------------------------------- | --------------- |
| ۱.              | «فن میتینگ رسمی ژاپن جلد ۱ در تالار شهر توکیو دم» | nil             |

### نسخهٔ محدود نوع بی
| دی‌وی‌دی بیدار شو | دی‌وی‌دی بیدار شو                  | دی‌وی‌دی بیدار شو |
| شماره           | نام                              | مدت             |
| --------------- | -------------------------------- | --------------- |
| ۱.              | «موزیک ویدئوی خیال‌بافی دیگه بسه» | ۴:۵۰            |
| ۲.              | «موزیک ویدئوی پسر عاشق»          | ۴:۴۲            |
| ۳.              | «موزیک ویدئوی خطر»               | ۴:۴۶            |
| ۴.              | «خطر (ویرایش رقص)» (کلیپ ویژه)   | ۴:۱۳            |

## جداول
| جدول                              | بالاترین موقعیت |
| --------------------------------- | --------------- |
| جدول روزانهٔ آلبوم‌های اوریکون ژاپن | ۲               |
| جدول هفتگی آلبوم‌های اوریکون ژاپن  | ۳               |

## تاریخچهٔ انتشار
| کشور      | تاریخ          | قالب                 | ناشر             |
| --------- | -------------- | -------------------- | ---------------- |
| ژاپن      | ۲۴ دسامبر ۲۰۱۴ | سی‌دی، دانلود دیجیتال | پونی کنیون       |
| کرهٔ جنوبی | ۲۶ فوریهٔ ۲۰۱۵  | دانلود دیجیتال       | لوئن اینترتینمنت |

## واژه‌نامه
1. ↑  Intro
2. ↑  The Stars
3. ↑  Jump
4. ↑  Danger
5. ↑  Boy in Luv
6. ↑  Just One Day
7. ↑  I Like It!, いいね!; Ī ne!
8. ↑  I Like It Pt.2 ~In That Place~, いいね！Pt.2～あの場所で～; Ī ne! Pt. 2 ~ Ano basho de ~
9. ↑  No More Dream
10. ↑  Attack on Bangtan, 進撃の防弾; Shingeki no bōdan
11. ↑  N.O
12. ↑  Wake Up
13. ↑  Outro
14. ↑  Japan Official Fan Meeting Vol.1 at Tokyo Dome City Hall, 2014年5月に行われた日本ファンミーティング時の映像数曲収録予定